# EURO 2012 Kvalifikation, Gruppe B
UEFA EURO 2012 Kvalifikation, Gruppe B er anden gruppe ud af ni, i kvalifikationen til EURO 2012 i Polen/Ukraine.

## Stilling
| Forklaring                                                 |
| ---------------------------------------------------------- |
| Kvalificeret direkte til Europamesterskabet i fodbold 2012 |
| Kvalificeret til play-off                                  |

| Pos | Hold           | K  | V | U | T  | +  | -  | D   | P  |
| --- | -------------- | -- | - | - | -- | -- | -- | --- | -- |
| 1   | Rusland        | 10 | 7 | 2 | 1  | 17 | 4  | +13 | 23 |
| 2   | Irland         | 10 | 6 | 3 | 1  | 15 | 7  | +8  | 21 |
| 3   | Armenien       | 10 | 5 | 2 | 3  | 22 | 10 | +12 | 17 |
| 4   | Slovakiet      | 10 | 4 | 3 | 3  | 7  | 10 | -3  | 15 |
| 4   | Nordmakedonien | 10 | 2 | 2 | 6  | 8  | 14 | -6  | 8  |
| 6   | Andorra        | 10 | 0 | 0 | 10 | 1  | 25 | -24 | 0  |

|            | Andorra | Armenien | Irland | Nordmakedonien | Rusland | Slovakiet |
| ---------- | ------- | -------- | ------ | -------------- | ------- | --------- |
| Andorra    | –       | 0-3      | 0-3    | 0-2            | 0-2     | 0-1       |
| Armenien   | 4-0     | –        | 0-1    | 4-1            | 0-0     | 3-1       |
| Irland     | 3-1     | 2-1      | –      | 2-1            | 2-3     | 0-0       |
| Makedonien | 1-0     | 2-2      | 0-2    | –              | 0-1     | 1-1       |
| Rusland    | 6-0     | 3-1      | 0-0    | 1-0            | –       | 0-1       |
| Slovakiet  | 1-0     | 0-4      | 1-0    | 1-0            | 0-1     | –         |

## Kampprogram
| 3. september 2010 |

| Armenien | 0 – 1     | Irland |
| -------- | --------- | ------ |
|          | (referat) |        |

| Yerevan Republican Stadium after Vazgen Sargsyan, Jerevan Dommer: Zsolt Szabó (Ungarn) |

| 3. september 2010 |

| Andorra | 0 – 2     | Rusland |
| ------- | --------- | ------- |
|         | (referat) |         |

| Estadi Comunal, Andorra la Vella Dommer: Marco Borg (Malta) |

| 3. september 2010 |

| Slovakiet | 1 – 0     | Nordmakedonien |
| --------- | --------- | -------------- |
|           | (referat) |                |

| Štadión Pasienky, Bratislava Dommer: Claudio Circhetta (Schweiz) |

| 7. september 2010 19:00 UTC+4 |

| Rusland | 0 – 1  | Slovakiet   |
| ------- | ------ | ----------- |
|         | Report | Stoch 27' · |

| Lokomotiv Stadium, Moskva Tilskuere: 27,052 Dommer: Frank De Bleeckere (Belgien) |

| 7. september 2010 20:00 UTC+2 |

| Nordmakedonien                        | 2 – 2  | Armenien                            |
| ------------------------------------- | ------ | ----------------------------------- |
| Gjurovski 42' · Naumoski 90+6' (str.) | Report | Movsisyan 41' · Manucharyan 90+1' · |

| Philip II Arena, Skopje Tilskuere: 9.000 Dommer: Espen Berntsen (Norge) |

| 7. september 2010 19:45 UTC±0 |

| Irland                              | 3 – 1  | Andorra        |
| ----------------------------------- | ------ | -------------- |
| Kilbane 15' · Doyle 41' · Keane 54' | Report | Martínez 45' · |

| Landsdowne Road, Dublin Tilskuere: 40,283 Dommer: Leontios Trattou (Cypern) |

| 8. oktober 2010 20:00 UTC+5 |

| Armenien                                       | 3 – 1  | Slovakiet   |
| ---------------------------------------------- | ------ | ----------- |
| Movsisyan 23' · Ghazaryan 50' · Mkhitaryan 89' | Report | Weiss 37' · |

| Hanrapetakan Stadium, Yerevan Tilskuere: 8,500 Dommer: Daniele Orsato (Italien) |

| 8. oktober 2010 19:00 UTC+2 |

| Andorra | 0 – 2  | Nordmakedonien             |
| ------- | ------ | -------------------------- |
|         | Report | Naumoski 42' · Šikov 60' · |

| Estadi Comunal, Andorra la Vella Tilskuere: 550 Dommer: Gediminas Mazeika (Litauen) |

| 8. oktober 2010 19:45 UTC+1 |

| Irland                      | 2 – 3  | Rusland                                      |
| --------------------------- | ------ | -------------------------------------------- |
| Keane 72' (str.) · Long 78' | Report | Kerzhakov 11' · Dzagoev 29' · Shirokov 50' · |

| Landsdowne Road, Dublin Tilskuere: 50,411 Dommer: Kevin Blom (Holland) |

| 12. oktober 2010 20:00 UTC+5 |

| Armenien                                                     | 4 – 0  | Andorra |
| ------------------------------------------------------------ | ------ | ------- |
| Ghazaryan 4' · Mkhitaryan 16' · Movsisyan 32' · Pizzelli 52' | Report |         |

| Hanrapetakan Stadium, Yerevan Tilskuere: 12,000 Dommer: Tomasz Mikulski (Polen) |

| 12. oktober 2010 20:30 UTC+2 |

| Nordmakedonien | 0 – 1  | Rusland        |
| -------------- | ------ | -------------- |
|                | Report | Kerzhakov 8' · |

| Philip II Arena, Skopje Tilskuere: 10,500 Dommer: Stefan Johannesson (Sverige) |

| 12. oktober 2010 20:30 UTC+2 |

| Slovakiet  | 1 – 1  | Irland          |
| ---------- | ------ | --------------- |
| Ďurica 36' | Report | St Ledger 16' · |

| Stadium Pod Dubňom, Žilina Tilskuere: 10,892 Dommer: Alberto Undiano Mallenco (Spanien) |

| 26. marts 2011 19:00 UTC+4 |

| Armenien | 0 – 0   | Rusland |
| -------- | ------- | ------- |
|          | referat |         |

| Hanrapetakan Stadium, Yerevan Tilskuere: 14,400 Dommer: Craig Thomson (Skotland) |

| 26. marts 2011 20:00 UTC+1 |

| Andorra | 0 – 1   | Slovakiet  |
| ------- | ------- | ---------- |
|         | referat | Šebo 21' · |

| Estadi Comunal, Andorra la Vella Tilskuere: 850 Dommer: Menashe Masiah (Israel) |

| 26. marts 2011 19:45 UTC±0 |

| Irland                 | 2 – 1   | Nordmakedonien   |
| ---------------------- | ------- | ---------------- |
| McGeady 2' · Keane 21' | referat | Tričkovski 45' · |

| Landsdowne Road, Dublin Tilskuere: 33,200 Dommer: István Vad (Ungarn) |

| 4. juni 2011 19:00 UTC+4 |

| Rusland                                                       | 3 – 1   | Armenien       |
| ------------------------------------------------------------- | ------- | -------------- |
| Pavlyuchenko 26' · Pavlyuchenko 59' · Pavlyuchenko 73' (str.) | referat | Pizzelli 25' · |

| Petrovsky Stadium, Sankt Petersborg Tilskuere: 18,000 Dommer: Stéphane Lannoy (Frankrig) |

| 4. juni 2011 20:15 UTC+2 |

| Slovakiet  | 1 – 0   | Andorra |
| ---------- | ------- | ------- |
| Karhan 63' | referat |         |

| Štadión Pasienky, Bratislava Tilskuere: 4,300 Dommer: Lorenc Jemini (Albanien) |

| 4. juni 2011 21:30 UTC+2 |

| Nordmakedonien | 0 – 2   | Irland          |
| -------------- | ------- | --------------- |
|                | referat | Keane 7' (37) · |

| Philip II Arena, Skopje Tilskuere: 29,500 Dommer: Florian Meyer (Tyskland) |

| 2. september 2011 18:00 UTC+2 |

| Andorra | 0 – 3   | Armenien                                                 |
| ------- | ------- | -------------------------------------------------------- |
|         | Rapport | Pizzelli 34' · Ghazaryan 75' · Mkhitaryan 90+2' (str.) · |

| Estadi Comunal, Andorra la Vella Tilskuere: 750 Dommer: Alexander Kostadinov (Bulgarien) |

| 2. september 2011 20:00 UTC+4 |

| Rusland     | 1 – 0  | Nordmakedonien |
| ----------- | ------ | -------------- |
| Semshov 41' | Report |                |

| Luzhniki Stadion, Moskva Tilskuere: 31,028 Dommer: Bülent Yıldırım (Tyrkiet) |

| 2. september 2011 19:45 UTC+1 |

| Irland | 0 – 0  | Slovakiet |
| ------ | ------ | --------- |
|        | Report |           |

| Landsdowne Road, Dublin Tilskuere: 35,480 Dommer: Pedro Proença (Portugal) |

| 6. september 2011 19:00 UTC+4 |

| Rusland | 0–0     | Irland |
| ------- | ------- | ------ |
|         | Rapport |        |

| Luzhniki Stadion, Moskva Tilskuere: 49.515 Dommer: Felix Brych (Tyskland) |

| 6. september 2011 20:00 UTC+2 |

| Nordmakedonien | 1–0     | Andorra |
| -------------- | ------- | ------- |
| Ivanovski 59'  | Rapport |         |

| Philip II Arena, Skopje Tilskuere: 5.000 Dommer: Mark Steven Whitby (Wales) |

| 6. september 2011 20:15 UTC+2 |

| Slovakiet | 0–4     | Armenien                                                          |
| --------- | ------- | ----------------------------------------------------------------- |
|           | Rapport | Movsisyan 57' · Mkhitaryan 70' · Ghazaryan 80' · Sarkisov 90+1' · |

| Stadion Pod Dubňom, Žilina Tilskuere: 7.238 Dommer: Marcin Borski (Polen) |

| 7. oktober 2011 20:00 UTC+5 |

| Armenien                                                       | 4–1     | Nordmakedonien |
| -------------------------------------------------------------- | ------- | -------------- |
| Pizzelli 28' · Mkhitaryan 34' · Ghazaryan 69' · Sarkisov 90+1' | Rapport | Šikov 86' ·    |

| Hanrapetakan Stadion, Yerevan Tilskuere: 14.403 Dommer: Robert Schörgenhofer (Østrig) |

| 7. oktober 2011 20:15 UTC+2 |

| Slovakiet | 0–1     | Rusland       |
| --------- | ------- | ------------- |
|           | Rapport | Dzagoev 71' · |

| Stadion Pod Dubňom, Žilina Tilskuere: 10.087 Dommer: Jonas Eriksson (Sverige) |

| 7. oktober 2011 21:30 UTC+2 |

| Andorra | 0–2     | Irland                   |
| ------- | ------- | ------------------------ |
|         | Rapport | Doyle 7' · McGeady 20' · |

| Estadi Comunal, Andorra la Vella Tilskuere: 860 Dommer: Libor Kovařik (Tjekkiet) |

| 11. oktober 2011 21:45 UTC+4 |

| Rusland                                                                                  | 6–0     | Andorra |
| ---------------------------------------------------------------------------------------- | ------- | ------- |
| Dzagoev 5', 44' · Ignashevich 26' · Pavlyuchenko 30' · Glushakov 59' · Bilyaletdinov 78' | Rapport |         |

| Luzhniki Stadion, Moskva Tilskuere: 38.790 Dommer: Eli Hacmon (Israel) |

| 11. oktober 2011 18:45 UTC+1 |

| Irland                              | 2–1     | Armenien         |
| ----------------------------------- | ------- | ---------------- |
| V. Aleksanyan 43' (sm.) · Dunne 59' | Rapport | Mkhitaryan 62' · |

| Landsdowne Road, Dublin Tilskuere: 45.200 Dommer: Eduardo Iturralde González (Spanien) |

| 11. oktober 2011 19:45 UTC+2 |

| Nordmakedonien | 1–1     | Slovakiet     |
| -------------- | ------- | ------------- |
| Noveski 80'    | Rapport | Piroska 54' · |

| Philip II Arena, Skopje Tilskuere: 4.100 Dommer: Tony Chapron (Frankrig) |